# Língua mwaghavul
Mwaghavul é uma língua Chádica falada no estado Plateau, na Nigéria.
Mwaghavul tem um dos sistemas mais elaborados de logoforicidade  conhecidos em qualquer idioma.

## Fonologia
Mwaghavul tem 6 fonemas vogais /a, e, i, ɨ, o, u/.

### Consoantes
|             |             | Bilabial | Labiodental | Alveolar | Pós-alveolar | Palatal | Velar | Glotal |
| ----------- | ----------- | -------- | ----------- | -------- | ------------ | ------- | ----- | ------ |
| Oclusiva    | surda       | p        |             | t        |              |         | k     | (ʔ)    |
| Oclusiva    | sonora      | b        |             | d        |              |         | g     |        |
| Oclusiva    | implosiva   | ɓ        |             | ɗ        |              |         |       |        |
| Africada    | surda       |          |             |          | t͡ʃ           |         |       |        |
| Africada    | sonora      |          |             |          | d͡ʒ           |         |       |        |
| Fricativa   | surda       |          | f           | s        | ʃ            |         |       | h      |
| Fricativa   | sonora      |          | v           | z        | ʒ            |         | (ɣ)   |        |
| Nasal       | Nasal       | m        |             | n        | ɲ            |         | ŋ     |        |
| Aproximante | Aproximante |          |             | l        |              | j       | w     |        |
| Vibrante    | Vibrante    |          |             | r        |              |         |       |        |